# Carol Cooke
Carol Lynn Cooke, AM (nascida em 6 de agosto de 1961) é uma ciclista, nadadora e remadora paralímpica australiana, natural do Canadá. Representou Austrália no ciclismo dos Jogos Paralímpicos de Verão de 2016, realizados no Rio de Janeiro, Brasil, onde obteve duas medalhas de ouro.